# Susanna March i Alcalá
Susana March Alcalá (Barcelona, 28 de gener de 1915 - ibídem, 21 de desembre de 1990) va ser una popular escriptora catalana en castellà principalment de poesia i novel·la. La seva germana era la també escriptora Teresa March i el seu marit, l'escriptor Ricardo Fernández de la Reguera.

## Vida
Susana March Alcalá va néixer el 28 de gener de 1915 a Barcelona. Filla d'Esteve March i Gispert i de Genoveva Alcalá i Domeque.

Des de molt jove es va dedicar a la poesia, que considerava la seva veritable vocació. En 1932, amb només 14 anys, va publicar els seus primers poemes en el diari Las Noticias o a La Dona Catalana. El seu primer llibre de poemes, Rutas, va ser publicat el 1938.
| «              | "Tots els meus llibres han estat escrits amb el mateix amor i la mateixa sinceritat. Però potser cap tant com 'Rutes', amb què vaig fer la meva primera incursió al camp de les Lletres en aquell any ja llunyà de 1938, en plena guerra civil. Tot i ser el més imperfecte, és per a mi el més commovedor, perquè sempre que l'obro m'encaro amb aquella noieta de catorze, setze, de divuit anys que jo vaig ser." | » |
| — Susana March | |   |

En aquesta primera etapa escriu una poesia sotmesa a la mètrica, en certa manera anacrònica i lligada a una tradició que li és estranya i no li correspon. Aconsegueix la seva consagració definitiva en la poesia el 1946 quan publica Ardiente voz, una obra madura que anuncia una nova etapa en la seva poesia, a la qual seguiran El viento (1951), La tristeza (1951) i Esta mujer que soy, de 1959. En aquesta etapa poètica, deslliurada de l'estricta mètrica, la seva veu esdevé franca i segura. I la temàtica ha evolucionat des d'una lleu esperança a un decidit desengany.
El 1940, la seva novel·la El tesoro escondido va ser la guanyadora del Certamen Literari de la Federació de Caixes d'Estalvis Catalano-Balear. Des de llavors ha publicat diverses novel·les i altres relats. Al 1949 la novel·la Nina va ser finalista del premi Ciutat de Barcelona. Especialment popular va ser la seva novel·la Algo muere cada día (1955), ambientada en la Guerra Civil espanyola, que va ser traduïda a diversos idiomes.

Va escriure també contes infantils, publicats a Narraciones para la joventut (1945) amb el pseudònim d'Alauda. A partir dels anys seixanta va escriure també novel·les roses, signant amb el pseudònim d'Amanda Román, per a la revista colombiana Cromos.
| «              | "Em vaig decidir a escriure literatura del gènere “rosa” per equilibrar el meu pressupost econòmic de jove acabada de casar en els temps durs de la postguerra espanyola." | » |
| — Susana March | |   |

Per encàrrec de l'editorial Planeta va dur a terme la difícil labor de reprendre i continuar els Episodios Nacionales de Benito Pérez Galdós, els Episodios Nacionales Contemporáneos, dels quals se'n van publicar dotze volums, elaborats i signats juntament amb el seu marit. La seva obra ha estat traduïda a l'àrab per Mohamed Choukri.
Va col·laborar en diverses revistes culturals i literàries com Ínsula, Entregas de Poesía, Cuadernos Hispanoamericanos i La Isla de los Ratones.
Va morir el 21 de desembre de 1990 a Barcelona.

## Obres

### Poesia[1]
- Rutas (1938),
- La pasión desvelada (1946)
- Ardiente voz (1946)
- El viento (1951)
- La tristeza (1953)
- Esa mujer que soy (1959)
- Los poemas del hijo (1970)
- Poemas de la Plaza Real (1987)

### Novel·la[1]
- El tesoro escondido (1940)
- El velero cautivo (1941)
- Una alondra en la casa (1943)
- Nido de vencejos (1943)
- Canto rodado (1944)
- La otra Isabel (1944)
- Cumbre solitaria (1945)
- Nina (1949)
- Algo muere cada día (1955)
- Cosas que pasan (1983)

### Episodis nacionals contemporanis(1963-1972)[1]
En col·laboració amb el seu marit, Ricardo Fernández de la Reguera
1. Héroes de Cuba (1963)
2. Héroes de Filipinas (1963)
3. Fin de una regencia (1964)
4. La boda de Alfonso XIII (1965)
5. La semana trágica (1966)
6. España neutral (1914–1918) (1967)
7. El desastre de Annual (1969)
8. La dictadura I. El directorio militar (1923–1925) (1969)
9. La dictadura II. El régimen civil (1926–1930) (1971)
10. La caída de un rey (1972)
11. La República I (1979)
12. La República II (No publicat)